# Solenoptera bilineata
Solenoptera bilineata là một loài bọ cánh cứng trong họ Cerambycidae.